# Katie Stevens
Pour les articles homonymes, voir Stevens.
Katie Stevens, de son vrai nom Katherine Mari Stevens, est une actrice et chanteuse américaine née le 8 décembre 1992 à Southbury dans le Connecticut.
Elle a commencé sa carrière en 2010 en participant à la neuvième saison du télé-crochet American Idol, où elle est arrivée à la huitième place, puis elle se fait connaître en tant qu'actrice en 2014 en interprétant le rôle de Karma Ashcroft dans la série télévisée Faking It.
Elle se fait connaître du grand public en 2017 avec le rôle de la jeune journaliste Jane Sloan dans la série télévisée acclamée par la critique, De celles qui osent.

## Biographie

### Jeunesse
Katie Stevens est née à Southbury dans le Connecticut. Elle grandit dans la ville Middlebury, élevée par ses parents, Mark et Clara (née Francisco) Stevens. Elle est d'origine portugaise du côté de sa mère et parle couramment le portugais.
Elle chante en public pour la première fois à l'âge de cinq ans quand elle interprète l'hymne national lors d'une fête organisée pour un politicien de sa ville. Membre active du théâtre local, elle joue le rôle de Doroty dans les productions de la comédie musicale Le Magicien d'Oz des théâtres BSS Children's et Main Street. Elle joue ensuite le rôle de Sharpay Evans dans l'adaptation locale d'High School Musical ainsi que The Cat dans Honk. Elle chante aussi à l'âge de treize ans au Carnegie Hall.
En 2009, elle remporte le titre de l'adolescente exceptionnelle au concours de beauté Greater Watertown Scholarship. Elle fait ses études au lycée Pomperaug de Southbury où elle est diplômée en 2010.
Elle a aidé à monter l'association Evan Gagnon Memorial Scholarship Fund qui offre des bourses pour l'université aux terminales du lycée de Pomperaug et a fait partie de l'équipe de natation du lycée pendant quatre ans. Elle joue également le rôle de Nellie Forbush lors de la représentation de South Pacific du lycée.

### Vie privée
Le 12 octobre 2019, Katie Stevens se marie avec le producteur de musique Paul DiGiovanni, qui est également le guitariste du groupe Boys Like Girls et qui partage sa vie depuis 2013. Le 13 novembre 2022, elle annonce sa première grossesse. Le 23 février 2023, elle donne naissance à une fille prénommée Rome.

### American Idol(2009-2010)

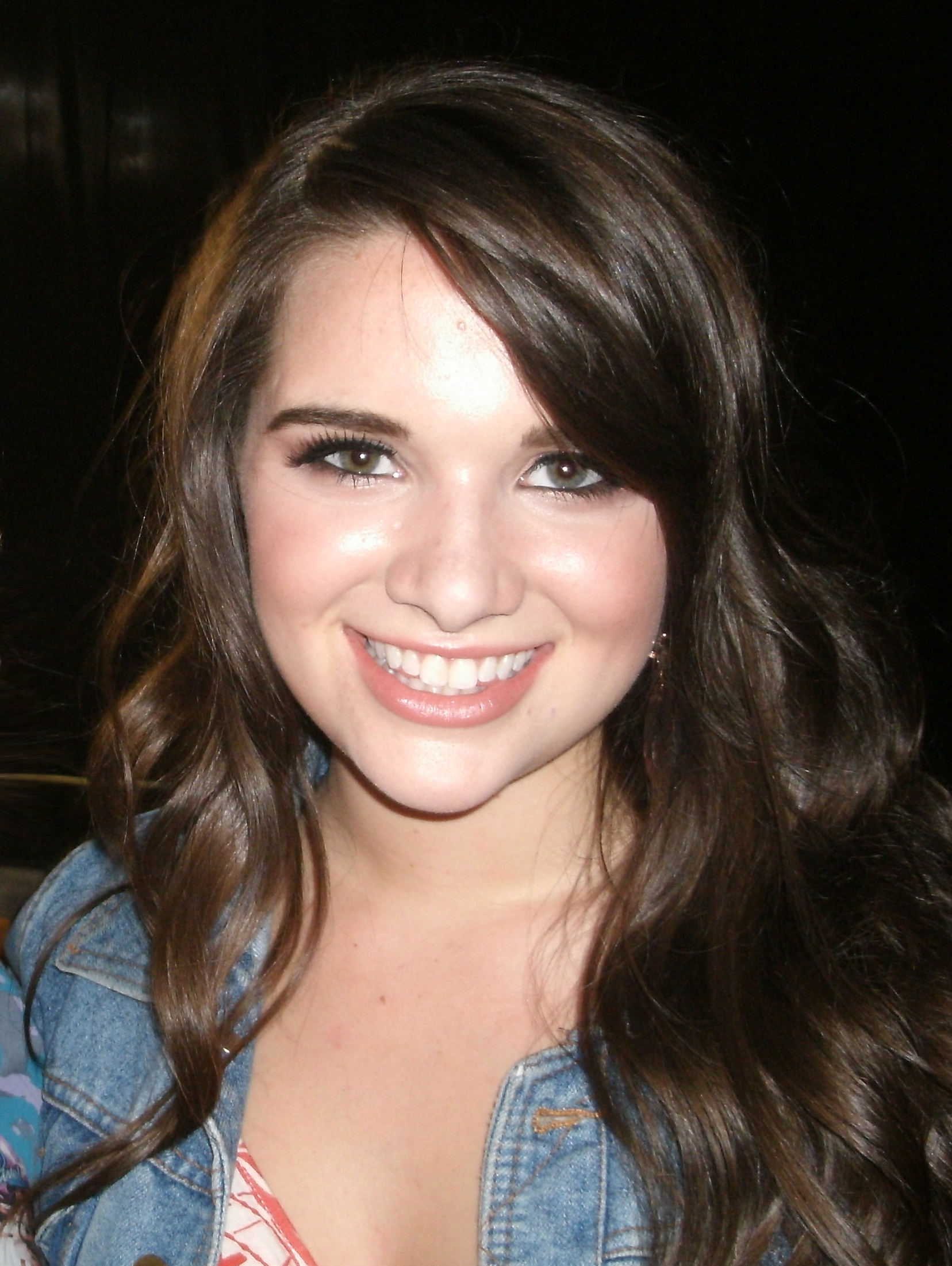
Katie Stevens en juillet 2010.

Le 13 août 2009, Katie Stevens auditionne pour la neuvième saison du célèbre télé-crochet American Idol à Boston dans le Massachusetts où elle interprète la chanson At Last. Les quatre juges, incluant l'invitée exceptionnelle Victoria Beckham, décident de la garder pour les sélections à Hollywood.
Lors de sa troisième émission live, elle termine première du classement de la semaine après avoir interprété la chanson Breakaway de Kelly Clarkson, l'une des précédentes gagnantes de l'émission.
Lors de sa cinquième émission live, le 24 mars 2010, Stevens termine pour la première fois dans les trois dernières places. Néanmoins, elle est sauvée, lui permettant d'obtenir sa place pour la tournée d'été de l'émission. Lors de l'émission suivante, elle retombe dans les trois dernières places avant de remonter à la deuxième lors de sa septième émission.
Elle est éliminée lors de sa huitième émission live, le 14 avril, terminant à la huitième place de la saison. Entre le 1er juillet et le 31 août 2010, elle fait partie de la tournée d'été American Idols LIVE! Tour 2010.
Liste des chansons interprétées sur le plateau d'American Idol
| Semaine # | Thème                     | Chanson choisie              | Artiste original   | Position | Résultat                             |
| Audition  | Aucun                     | At Last                      | Glenn Miller       | Aucune   | Sélectionnée                         |
| Hollywood | Premier solo              | For Once in My Life          | Stevie Wonder      | Aucune   | Sélectionnée                         |
| Hollywood | Performance de groupe     | No One                       | Alicia Keys        | Aucune   | Sélectionnée                         |
| Hollywood | Second solo               | Chasing Pavements            | Adele              | Aucune   | Sélectionnée                         |
| Top 24    | Hits du Billboard Hot 100 | Feeling Good                 | Cy Grant           | 12       | Sauvée                               |
| Top 20    | Hits du Billboard Hot 100 | Put Your Records On          | Corinne Bailey Rae | 4        | Sauvée                               |
| Top 16    | Hits du Billboard Hot 100 | Breakaway                    | Kelly Clarkson     | 1        | Sauvée                               |
| Top 12    | The Rolling Stones        | Wild Horses                  | The Rolling Stones | 6        | Sauvée                               |
| Top 11    | Hits du Billboard #1      | Big Girls Don't Cry          | Fergie             | 8        | 3 derniers (vote du public : sauvée) |
| Top 10    | R&B / Soul                | Chain of Fools               | Aretha Franklin    | 7        | 3 derniers (vote du public : sauvée) |
| Top 9     | Lennon/McCartney          | Let It Be                    | The Beatles        | 2        | Sauvée                               |
| Top 8     | Elvis Presley             | Baby, What You Want Me to Do | Jimmy Reed         | 8        | Eliminée                             |

À la suite de sa participation à l'émission, Stevens est invitée sur le plateau du Ellen DeGeneres Show, l'animatrice étant juré sur l'émission. Elle est ensuite l'invitée du Late Show with David Letterman et du Wendy Williams Show aux côtés d'un autre ancien candidat pour interpréter un duo.
En décembre 2010, elle est l'invitée spéciale d'Ídolos, la version portugaise de l'émission, pour chanter All I Want for Christmas Is You. C'est sa première prestation dans le pays de sa famille maternelle.

### Carrière d'actrice (depuis 2014)

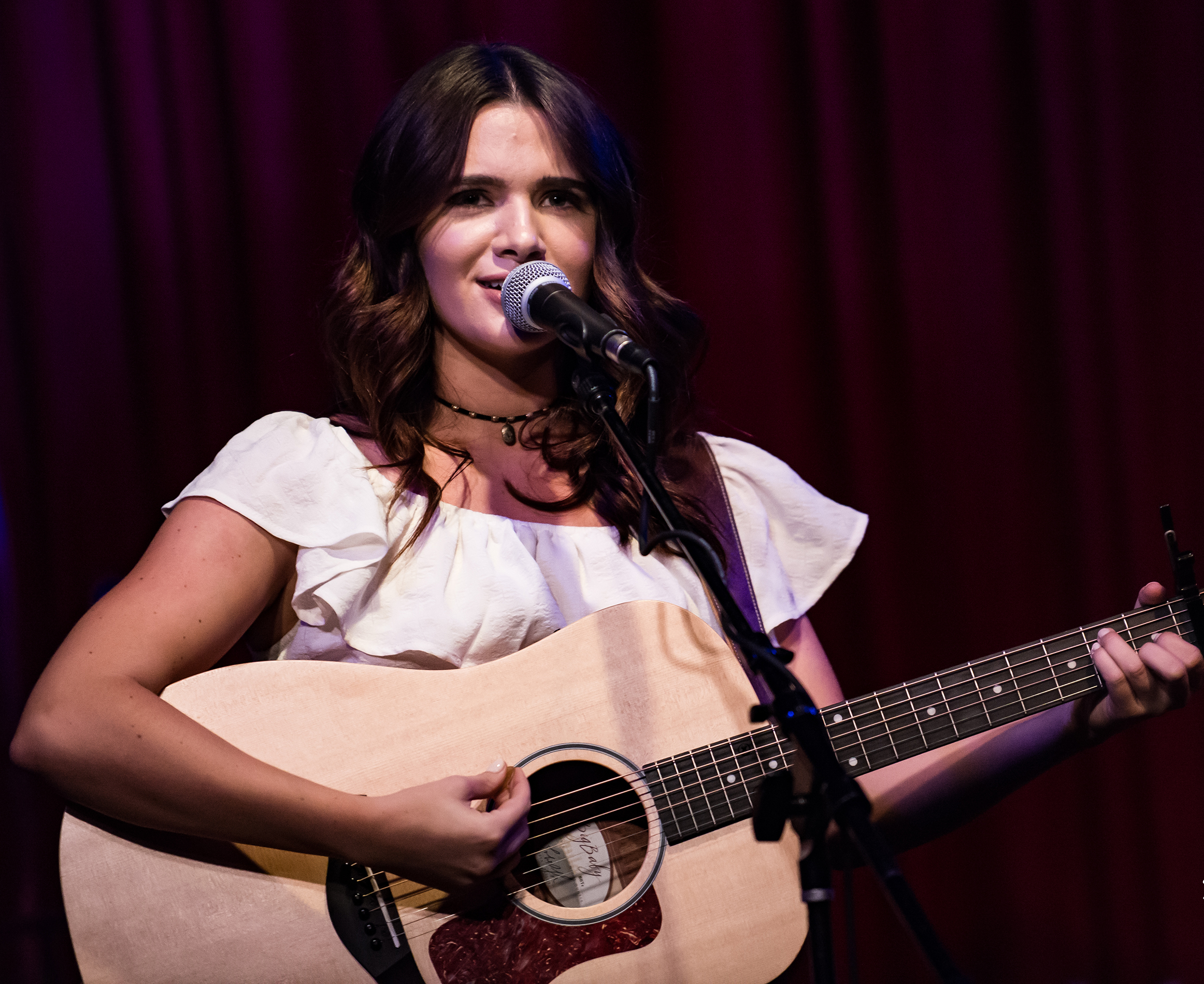
Katie Stevens à Hôtel Cafe en octobre 2016.

En 2014, Katie Stevens rejoint la distribution principale de la série télévisée de la chaîne MTV, Faking It. Dans la série, elle interprète Karma Ashcroft, une adolescente qui décide de faire semblant d'être lesbienne avec sa meilleure amie pour attirer l'attention sur elles. Néanmoins, la série est annulée après la diffusion de sa troisième saison, à la suite d'une baisse d'audience.
Le 22 août 2016, il est annoncé qu'elle sera l'un des personnages principaux de la série télévisée De celles qui osent. Lancée au début de l'été 2017 sur Freeform, la série met en scène le quotidien de trois jeunes femmes travaillant pour un célèbre magazine. Stevens interprète Jane Sloan, une jeune journaliste qui se cherche encore mais avec une forte passion pour son métier.
La série est accueillie chaleureusement par la critique pour son écriture intelligente et ses thèmes modernes et féministes, permettant à Stevens de se faire remarquer et connaître du grand public.

## Filmographie

### Cinéma

#### Longs métrages
- 2014 : Friends and Romans de Christopher Kublan : Gina DeMaio
- 2019 : Polaroid de Lars Klevberg : Avery Bishop
- 2019 : Haunt de  Scott Beck, Bryan Woods : Harper

#### Courts métrages
- 2013 : Running Up That Hill de Robert Adamson : une fille à la fête
- 2015 : Jimmy de Robert Adamson : Rachel
- 2016 : Billy Tupper's Knockout Bout d'Adam Fike : une fille

### Télévision
- 2014-2016 : Faking It : Karma Ashcroft
- 2015 : I'll Bring the Awkward : Alexis Martin (saison 1, épisode 1)
- 2015 : Les Experts (CSI: Crime Scene Investigation) : Lindsey Willows (épisode final)
- depuis 2017 : De celles qui osent (The Bold Type) : Jane Sloan
- depuis 2022 : Les Experts : Vegas : Lindsey Willows (depuis la saison 2)

### Clips vidéos
- 2017 : How Not To de Dan + Shay